# Rhacontsira sculpturator
Rhacontsira sculpturator är en stekelart som beskrevs av Sergey A. Belokobylskij 1998. Rhacontsira sculpturator ingår i släktet Rhacontsira och familjen bracksteklar. Inga underarter finns listade i Catalogue of Life.